# Sphinx ligustri
La esfinge del aligustre (Sphinx ligustri) es una especie de lepidóptero ditrisio de la familia de los esfíngidos.

## Descripción
Tiene una envergadura de 12 cm. Se la encuentra en zonas urbanas y bosques. El macho produce un tipo de silbido frotando escamas y setas presentes al final del abdomen.
Generalmente, las larvas se encuentran en julio y agosto. Se entierran en el suelo cuando están listas para pupar. Los adultos vuelan en junio del año siguiente.

## Dieta
Las orugas se alimentan de ligustros, así como de fresnos, lilas, jazmines y otras plantas. 

## Subespecies
Se conocen las siguientes subespecies:
- Sphinx ligustri chishimensis Matsumura, 1929
- Sphinx ligustri constricta Butler, 1885
- Sphinx ligustri nisseni Rothschild & Jordan, 1916
- Sphinx ligustri weryi Rungs, 1977

## Galería

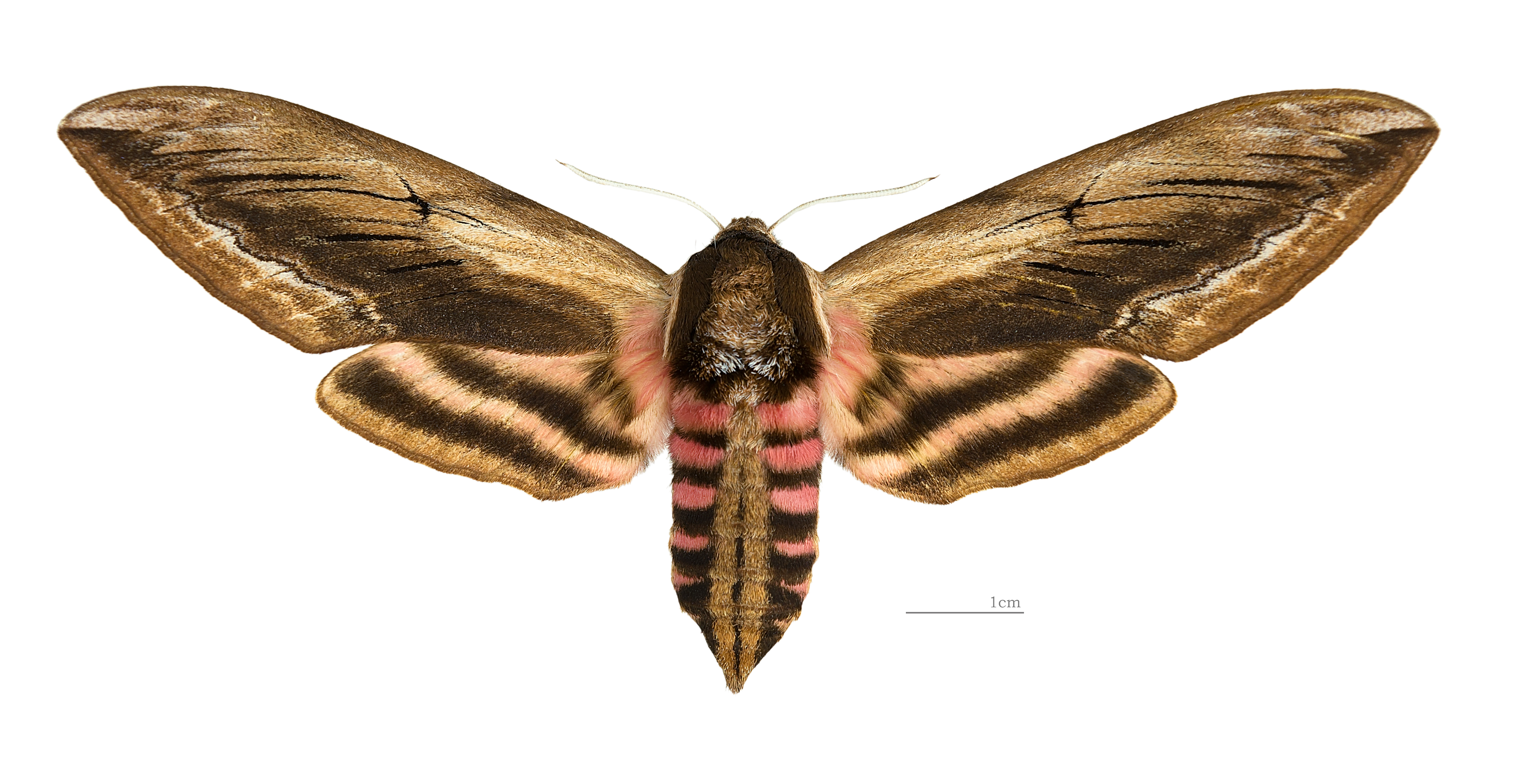
Macho, vista dorsal
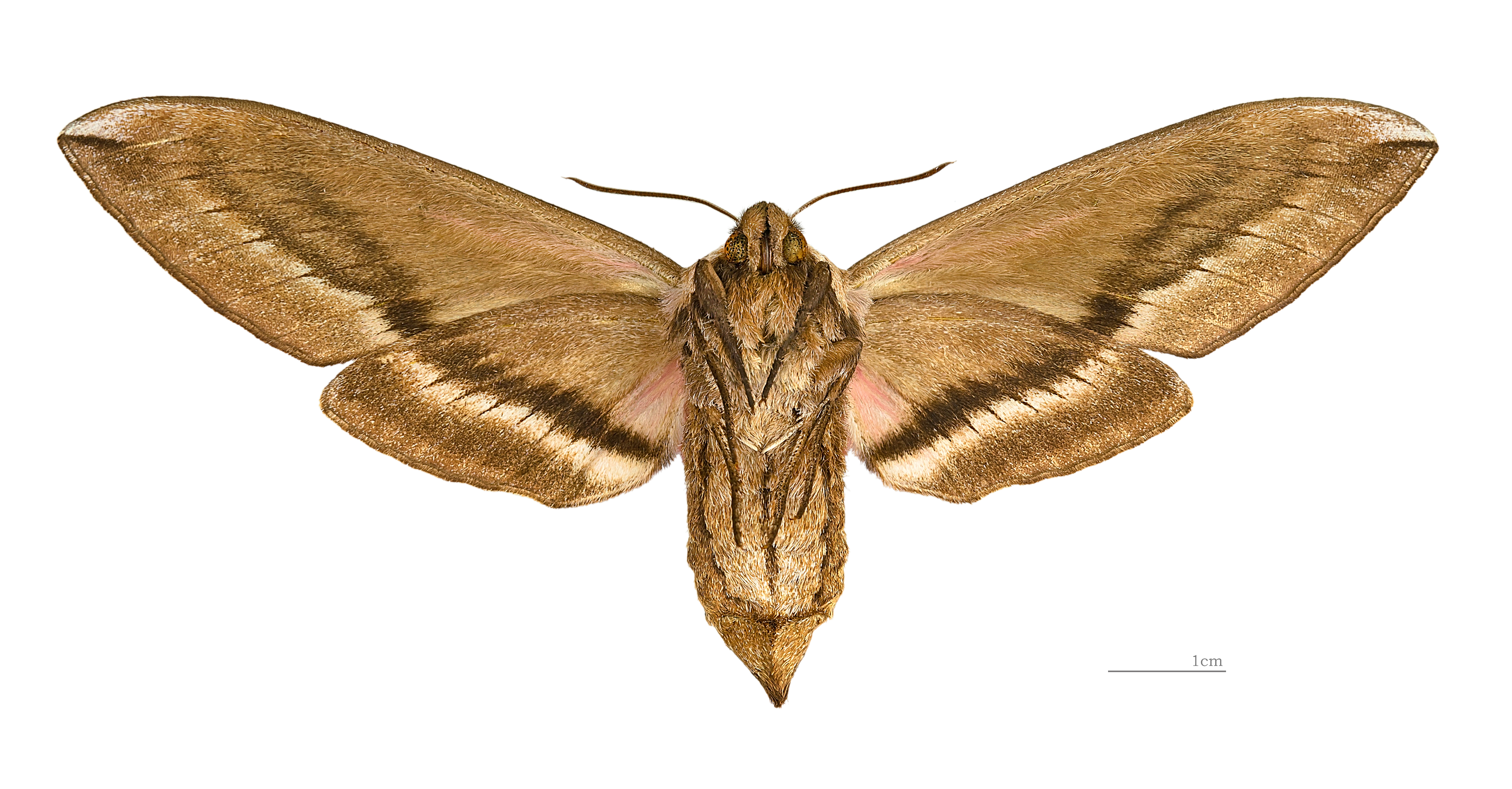
Macho, vista ventral
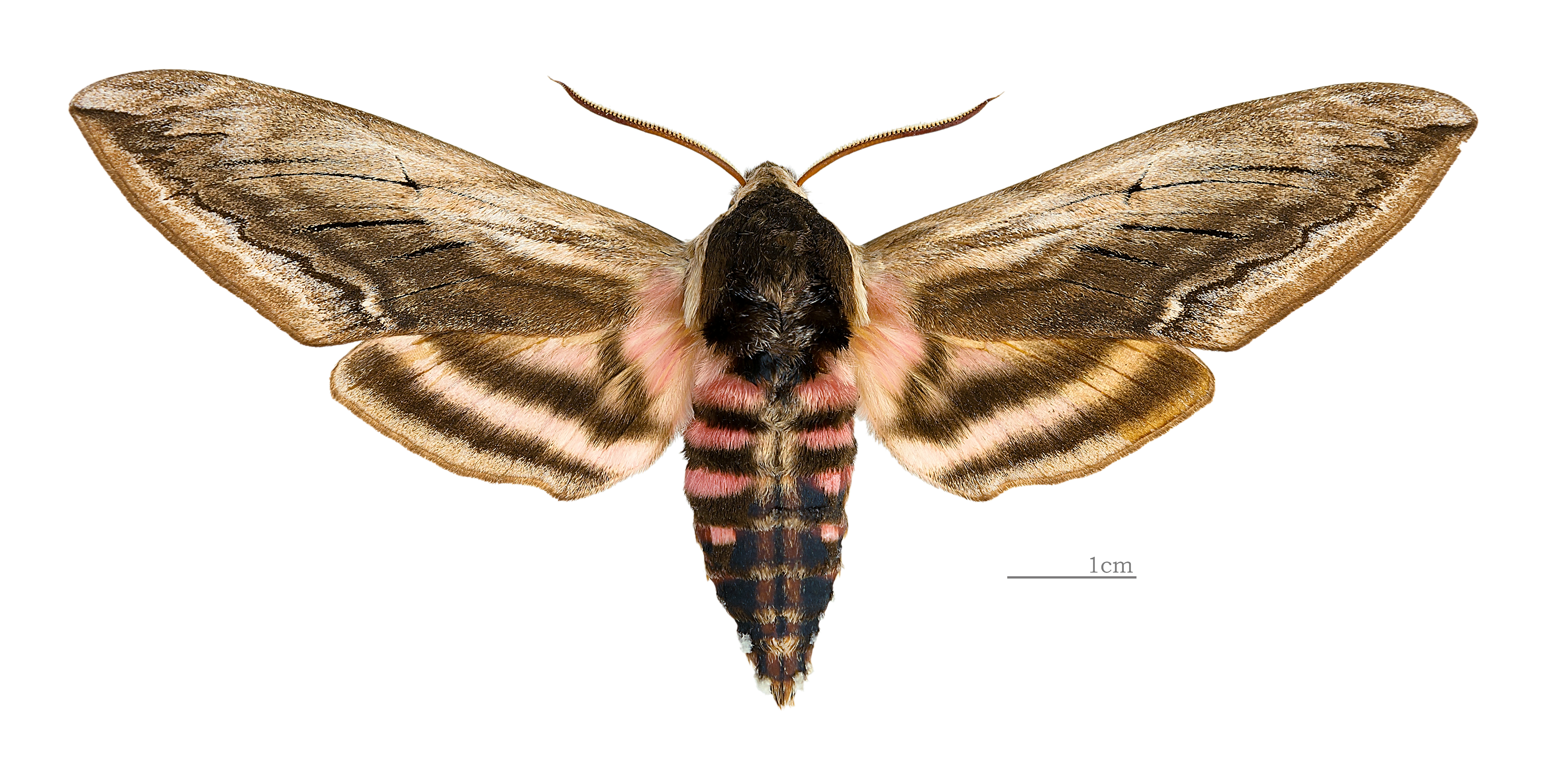
Hembra, vista dorsal
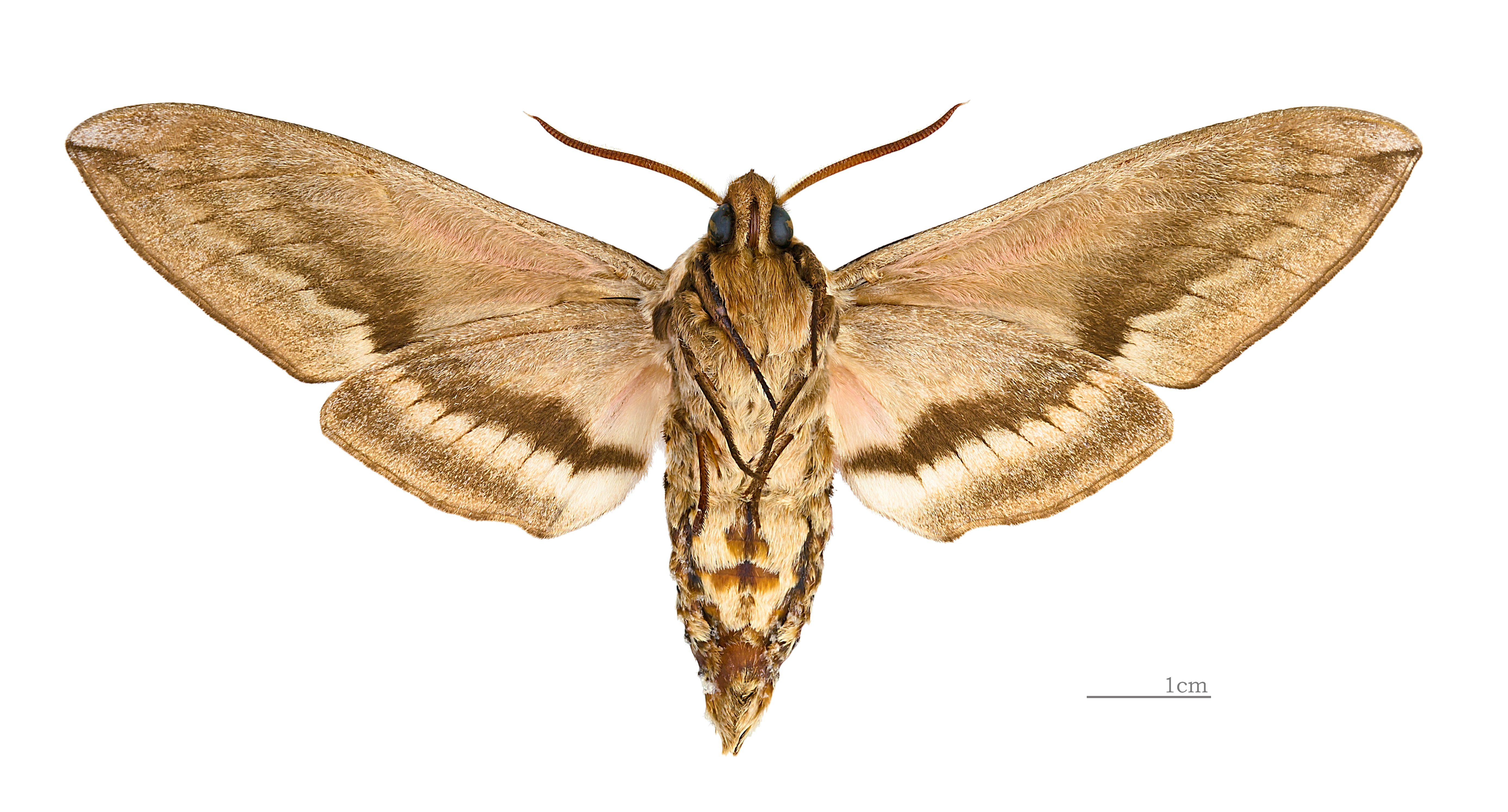
Hembra, vista ventral

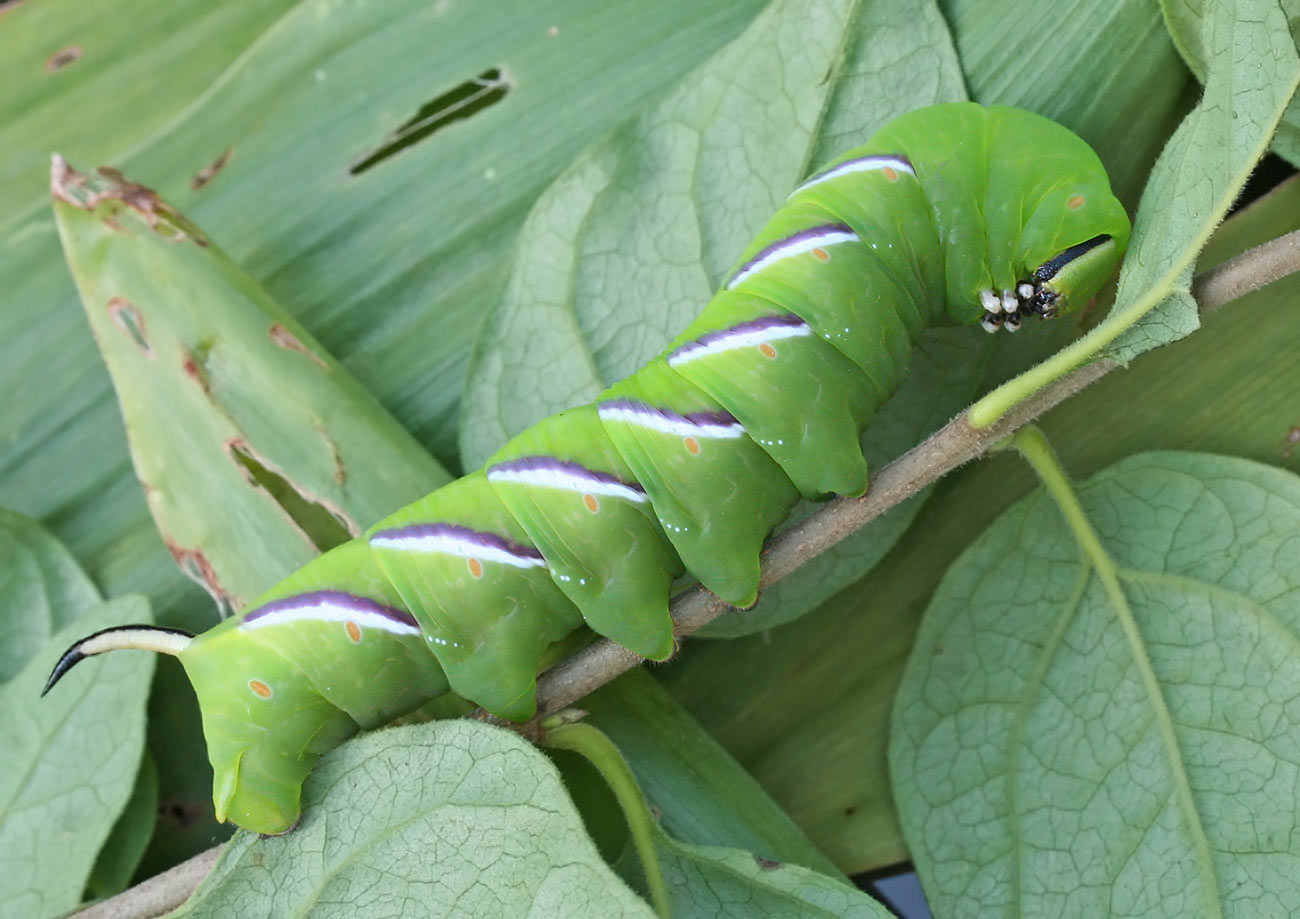
Oruga
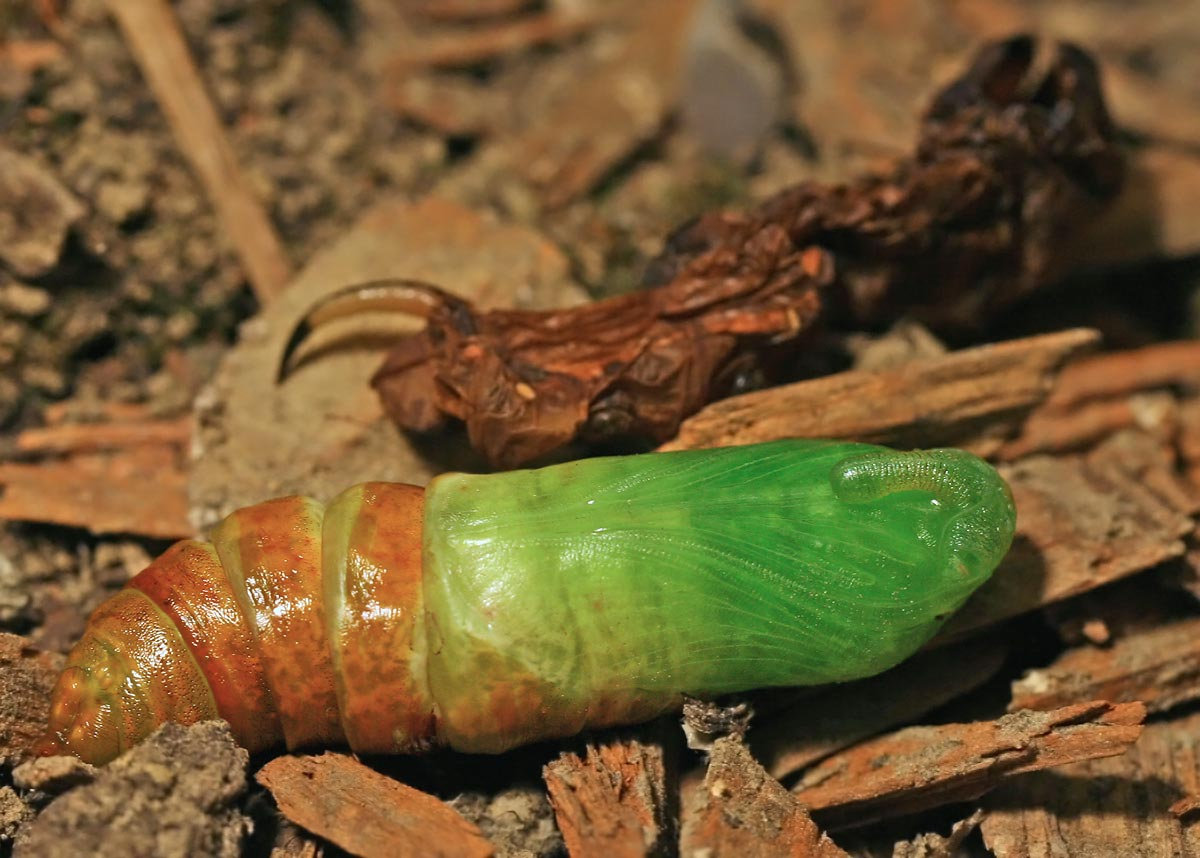
Empupando
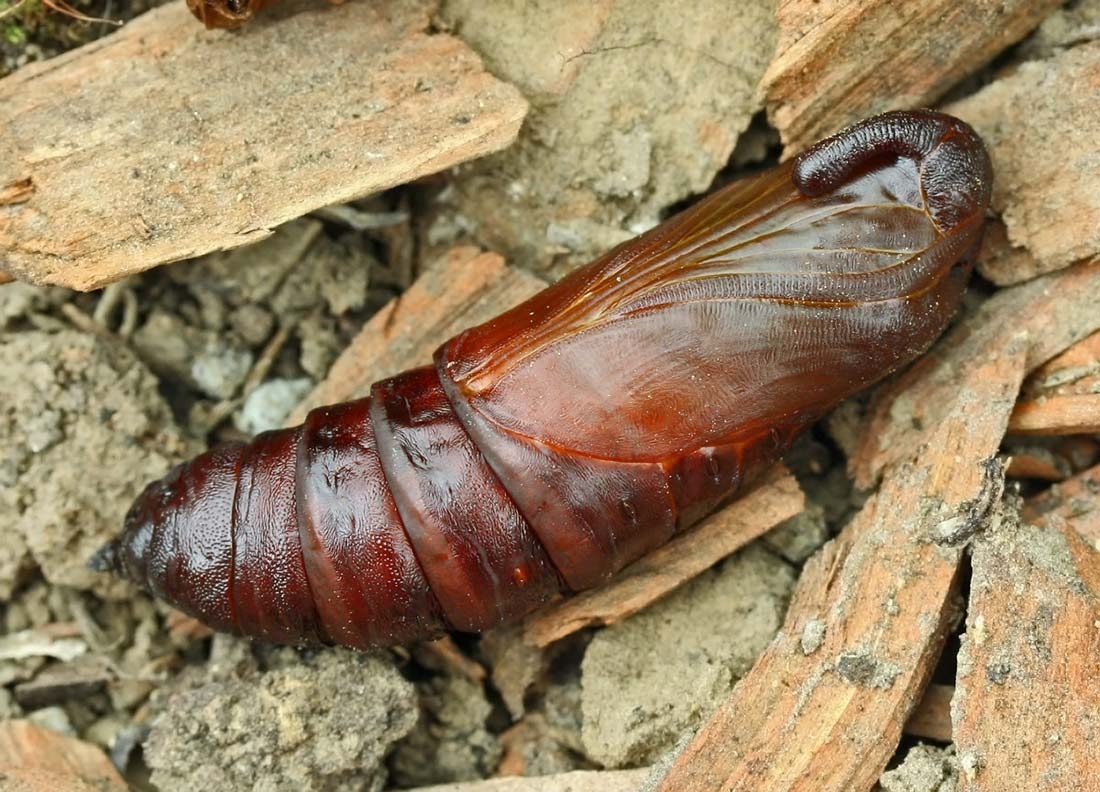
Pupa
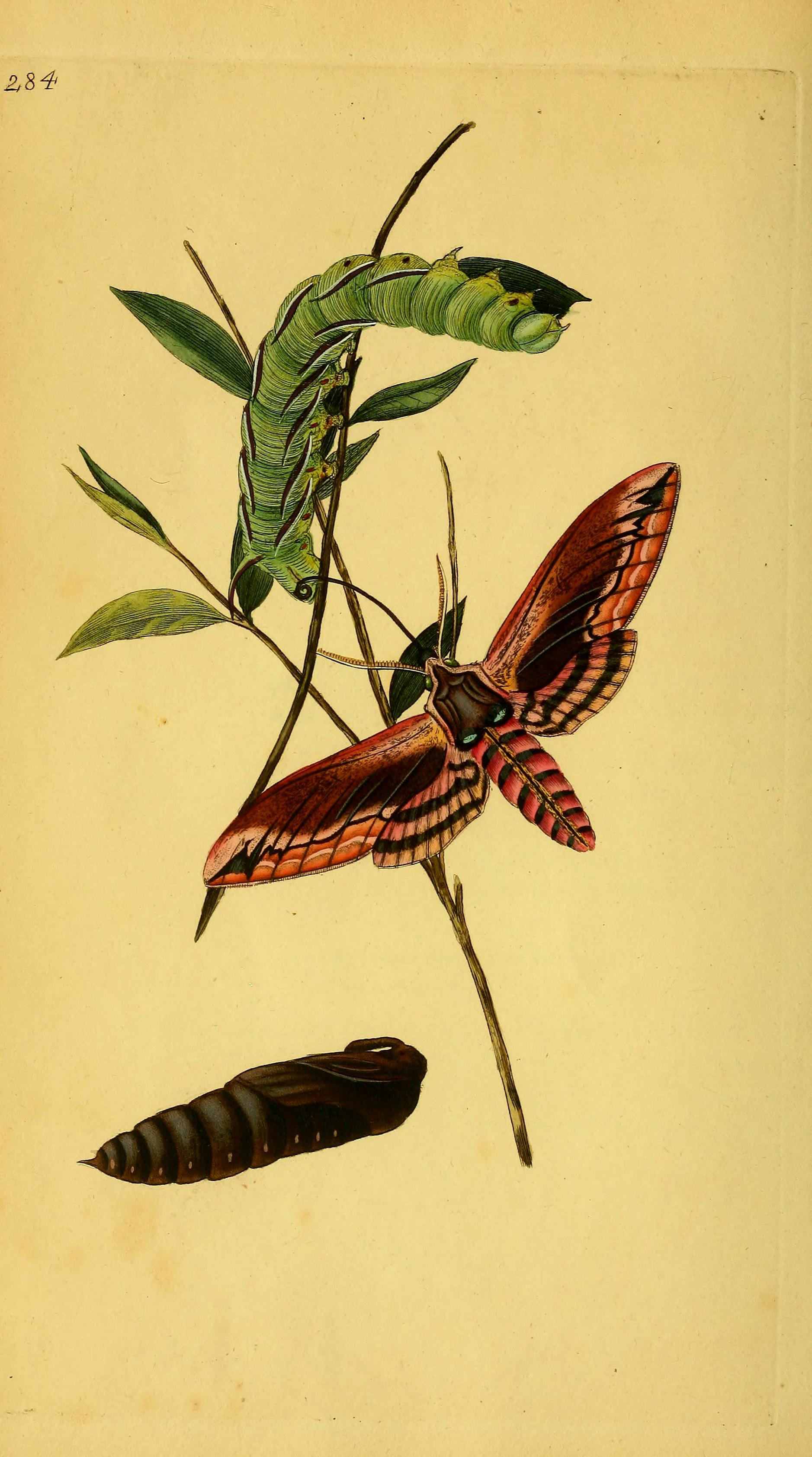
Pupa, oruga y adulto